# سفر تثنیه
تَثنیه (به عبری: דְּבָרִים) (به انگلیسی: Book of Deuteronomy)، به معنی «سخنان»، نام آخرین کتاب تورات و از بخش‌های عهد عتیق است و مشتمل بر سی و چهار فصل است. بر اساس روایات یهودی، کتاب را موسی نوشته‌است. در انجیل‌های چهارگانه موسی نویسندهٔ تثنیه دانسته شده‌است. سایر نویسندگان عهد جدید نیز تأیید کرده‌اند که تثنیه را موسی نوشته‌است. در انجیل متی چندبار عیسی از تثنیه نقل قول کرده‌است. در این کتاب حوادث بدون رعایت ترتیب تاریخی آن بیان شده‌است. در پایان این کتاب سه خطابه از موسی نقل شده‌است. این کتاب با مرگ موسی پایان یافته‌است؛ یهودیان نویسندهٔ این بخش را یوشع بن نون دانسته‌اند.

## مجازات پرستش خدایان دیگر
«اگر بشنوید مرد یا زنی در یکی از شهرهای سرزمینتان از عهد خدا تخلف نموده، بت یا خورشید و ماه و ستارگان را که من پرستش آنها را اکیداً قدغن کرده ام عبادت می‌کند، اول خوب تحقیق کنید و بعد که معلوم شد چنین گناهی در اسرائیل به وقوع پیوسته است، آنگاه آن مرد یا زن را به بیرون شهر ببرید و سنگسارش کنید تا بمیرد.» (تثنیه، ۱۷، ۵). هر کس تشویق به بت پرستی کرد: «او را بکشید. دست خودتان باید اولین دستی باشد که او را سنگسار می‌کند و بعد دستهای تمامی قوم اسرائیل. او را سنگسار کنید تا بمیرد، چون قصد داشته است شما را از خداوند، خدایتان که شما را از مصر یعنی سرزمین بردگی بیرون آورد دور کند» (تثنیه، ۱۳، ۱۰-۹ ).